# Fruchthalle (Mainz)
Die Fruchthalle in Mainz wurde 1837/39 durch den Architekten Franz Geier auf dem Gelände des 1793 bei der Beschießung von Mainz durch Koalitionstruppen Preußens und Österreichs zerstörten Dominikanerklosters erbaut. Sie diente zuerst als Getreidebörse („Frucht“) und Markthalle, dann auch als Turnlokal des Mainzer Turnverein von 1817 und aufgrund ihrer Größe als Festhalle für Feierlichkeiten aller Art: Versammlungen, Ausstellungen des Gewerbevereines, Bankette, Versteigerungen etc. Die Sitzungen des Mainzer Carneval-Vereins hatten seit 1865 dort stattgefunden. 
Stilgeschichtlich ist sie dem Rundbogenstil zuzuordnen. Der Eingang mit drei torartigen Bögen befand sich in der Dominikanerstraße. Die großen Tore wurden durch je einen weiteren kleinen Zugang flankiert. An die Romanik erinnern die drei gekuppelten Fensterarkaden, die sich im Obergeschoss befanden.   
Der Saal war ungefähr 46 m lang, 42 m breit und 16 m hoch. Dies nutzte der Flugpionier Paul Haenlein 1871, um ein Modell eines mit einem Uhrwerksfedermotor betriebenen Luftschiffs präsentieren zu können.
In der Nacht vom 17. auf den 18. August 1876 brannte die Fruchthalle nieder. Das Gebiet wurde nicht mehr einheitlich überplant, sondern in mehrere Parzellen aufgeteilt und zeigt heute keine stilistische Charakteristik. Die Funktion eines Veranstaltungsorts wurde durch die 1884 errichtete Stadthalle wahrgenommen.